# Королевский адвокат
Короле́вские адвока́ты (англ. King's Counsel, K. C. или Queen's Counsel, Q. C.) — в некоторых странах Содружества адвокаты (обычно барристеры, но в Шотландии и просто адвокаты), назначаемые короной. Они не являются отдельным профессиональным орденом, но их статус, установленный патентными письмами, признаётся королевским двором. Чтобы стать королевским адвокатом, необходимо проработать адвокатом не менее пятнадцати лет.
В Канаде практика назначения королевских адвокатов, как правило, уже вышла из употребления. В Квебеке и Онтарио назначать этот титул перестали в 1976 и 1985 годах, соответственно. На федеральном уровне эта практика прекратилась в 1993 году. При этом у титула не появилось никакой замены, так как он часто воспринимался населением как свидетельство существования политического «кумовства».
В Англии и Уэльсе королевский адвокат может носить шёлковую тогу особой формы.